# Димитър Македонски (Прогър)
Вижте пояснителната страница за други личности с името Димитър Македонски.
Димитър Иванов Николов, известен като Македонски, е български строител и революционер, участник в националноосвободителното движение.

## Биография
Роден е в 1861/1862 година в корчанското село Прогър, тогава в Османската империя. Още като дете на осем години Димитър е отведен от баща си Иван Николов в Смирна, Мала Азия, където след смъртта на баща си прекарва детството и юношеството си далеч от майка си и братята и сестрите си. Става дюлгерин и след като изучава занаята заминава за Атина, където живее осем години. В това време е строител и предприемач. Запознава се с българския войвода Лазар Юруков, който в същото време сформира чета. Димитър Македонски влиза в четата и дарява всичките си средства за дрехи и оръжие за комитите. Става пръв помощник на войводата и заради пъргавината си Димитър Македонски получава прякора Ярчето от съчетниците си.
Димитър Македонски заминава с четата от Атина за Солун, от където трябвало да се отправят към Битолския вилает, но са предадени от знаменосеца на четата. Четниците слизат на брега на Халкидическия полуостров, тъй като Солунското пристанище е блокирано от войска. След кратка престрелка четниците са заловени в Карадаг, откарани в Солун, а след това в битолския затвор, където са осъдени на смърт чрез обесване. Четниците прекарват около три - четири месеца в затвора, след което успяват да избягат. Димитър Македонски се прехвърля в Свободна България и се установява в Ловеч.
В Ловеч участва в построяването на един от по-късно разрушените покрити мостове над река Осъм, от което спечелва доста пари. Заминава за София с намерението да сформират с Лазо Юруков отново чета, но войводата вече е в напреднала възраст и разклатено здраве, поради което отказва. Димитър Македонски заминава сам за родното си село Прогър с фалшиви документи, за да намери роднитите си, които не виждал от напускането на селото в детсвото си. В Прогър живее няколко месеца, но виждайки тежките условия, в които живеят българите, решава да сформира малка чета от десетина души и с нея действа около 8 месеца в околните планини.
Поради опасността да бъде заловен от турските власти Димитър Македонски напуска Прогър и се установява в Корча, където се жени за Мария Димова Иванова, също от Корчанско - от Братовица. След една година, в 1885 година, им се ражда син Иракли, който по-късно е учител и училищен инспектор в Искърския край, кмет на Дърманци и на Рашково. Димитър Македонски бяга в Свободна България, преследван от турските власти и се установява във Враца, където отново е предприемач. Под ръководството на Димитър Македонски са построени много от мостовете във Врачанско, както и монументални сгради, сред които са гимназииите във Враца, Бяла Слатина и други. След това се установява в Дърманци, където си построява къща и вика жена си и детето си да заживеят при него в есента на 1895 година.
Димитър Македонски умира на 1 март 1917 година в Дърманци в крайна бедност.
Негов внук е художникът Димитър Македонски.